# Јован Белеслин
Јован Белеслин (Серег, 1. октобар 1919 — ??) био је југословенски и српски фудбалер и фудбалски судија.

## Каријера
Каријеру је започео у омладинском тиму ЖАК Суботица, а професионално за суботички клуб играо је од маја 1937. године. Највеће играчке домете достигао је у БСК Београду, где је играо од 1938. до 1945. године. Након Другог светског рата, 1945. године играо је неколико пријатељских утакмица за Партизан, укључујући пријатељску утакмицу против репрезентације Земуна. Играо је за Спартак Суботицу и једну утакмицу за Црвену звезду, 2. вечити дерби. Након тога вратио се у Спартак Суботицу, а каријеру завршио 1950. године у СД Милиционару као играч—тренер.
У периоду од 1952. до 1968. године био је фудбалски судија, а последњих година каријере судија савезног ранга. За селекцију Београда одиграо је шест утакмица и једну за репрезентацију Југославије у „пару“ са Дубцем, на пријатељском мечу 12. новембра 1939. године против селекције Мађарске у Београду.